# Fez – Being Born
"Fez – Being Born" é uma canção da banda de rock irlandesa U2. É a oitava faixa do álbum No Line on the Horizon (2009). "Fez - Being Born" foi originalmente planejado para ser a canção de abertura, mas a banda acabou decidindo por optar pela canção "No Line on the Horizon". A canção tinha vários títulos diferentes durante as sessões de gravação, incluindo o "Chromium Chords" e "Tripoli", sendo o resultado da fusão de suas músicas diferentes durante as sessões da gravação.

## Escrita e gravação
"Fez – Being Born" foi desenvolvida pela primeira vez durante as sessões de No Line on the Horizon com o produtor Rick Rubin, em 2006. A sinfonia do som da guitarra experimental de "Fez", no minuto de abertura da canção, foi criado pelo guitarrista The Edge durante a gravação de "The Saints Are Coming", com o Green Day. Quando a banda decidiu trabalhar com os produtores Brian Eno e Daniel Lanois, a maioria dos materiais das sessões de Rick Rubin foi arquivado. Lanois encontrou a parte e editou-a em um tempo, adicionando em um dos seus ritmos desenvolvidos por Eno antes de jogá-lo para a banda. Depois de ouvir a parte, Bono disse que "era quase algo que vem à vida. Como uma flor abrindo ou a vinda ao mundo."
Outra canção, chamada "Being Born", foi sendo trabalhado ao mesmo tempo. A guitarra que foi desenvolvida através da falha da caixa de distorção de áudio, a ideia de usá-lo foi sugerida a The Edge por Benjamin Curtis, da banda The Secret Machines. Lanois suspeitava de que o ritmo lento de "Fez", funcionava bem ao lado de "Being Born". Ele editou "Being Born", de modo que fosse na mesma chave como "Fez", colocando-as juntas, criando a canção. Neste momento em que foi provisoriamente intulado de "Chromium Chords", foi renomeado de "Tripoli", antes que a banda mudasse o nome da canção para "Fez – Being Born". O verso "Let me in the sound" ("Me leve para o som") da canção "Get on Your Boots" foi editado para "Fez" em um volume baixo, servindo como verso da canção na abertura. Em junho de 2008, já estava quase concluída.

## Recepção musical
A revista Rolling Stone publicou que a canção seria a "música menos linear do álbum", descrevendo-a como "um passeio na estrada em imagens de flashback pontilhadas com uivos ao fundo sem palavras de Bono e o toque descendente da guitarra do Edge."; David Fricke observou que o verso final foi uma metáfora para o processo de composição da banda. A revista Q alegou que sua posição no terço final da lista de faixas ao lado da canção "Breathe" ajudou a dar ao álbum "sua virada na parte final". A Blender foi positiva, afirmando que "possui a mesma técnica melódico do compositor minimalista, Steve Reich."
Em contrapartida, a Allmusic ficou desapontada com a canção, acreditando que a banda havia sobrecarregado a faixa ao ponto das "ideias desabarem como uma pirâmide de cartas." A NME também foi negativa, afirmando que "não é tão ousada quanto pensa é, meramente uma fatia sinuosa de rabiscos da música ambiente antes de começar a engrenar como mais um rock." A Spin notou que a presença de Bono na canção era" principalmente fonética", observando que parecia que estava" inseguro de como se expressar em um contexto musical." A Uncut sentiu que alguns dos elementos da música foram oprimidos pela forma de tocar da banda.